# Defiance, Ohio (banda)
Defiance, Ohio es una banda anticapitalista de folk punk de Columbus, Ohio. Son Conocidos por sus extensos tours y sus entusiastas e intensos conciertos en vivo. Su nombre se deriva del pueblo llamado Defiance del estado de Ohio. La banda usa instrumentos como el violín, el chelo y contra bajo. Esta banda también es conocida por estar envuelta con el sello de mentalidad DIY Plan-It-X-Records. A menudo salen de gira con artistas de este sello y participan en los festivales Plan-It-X-Fests.
Defiance ha lanzado 3 LP, Share What Ya Got, The Great Depresión y The Fear, the Fear, the Fear y numerosos discos split. Siguiendo la línea de la ética DIY la banda distribuye sus propios discos y permite que sus canciones sean descargadas de Internet gratis, bajo una licencia de Creative Commons. También colaboran con sellos independientes a producir sus lanzamientos. 
Actualmente la banda es parte del sello No Idea Records, su disco The Fear, the fear, the fear fue editado por No Idea en diciembre de 2007.

## Discografía
- Demo (2003) auto-editado
- Share What Ya Got (2003) CD auto-editado, 12" Friends and Relatives Records
- 2003 Tour CDR (2003) auto-editado
- Share What Ya' Got (reissue) (2004) auto-editado
- Ghost Mice/Defiance Ohio split CD (2004) Plan-It-X Records
- One Reason/Defiance, Ohio split 7" (2004) Anti-Creative Records
- The Great Depression (2006) CD/12" No Idea Records
- Environmental Youth Crunch/Defiance, Ohio Split (2007) 7" Dead Tank Records
- The Fear, The Fear, The Fear (2007) CD No Idea Records